# Fernando Romboli
Fernando Romboli de Souza (Rio de Janeiro, 4 januari 1989) is een Braziliaans tennisser.

## Carrière
Romboli won in juli 2021 zijn eerst ATP-finale aan de zijde van David Vega Hernández op de ATP Umag. Hij won daarnaast al achttien challengers in het dubbelspel en een in het enkelspel.

## Palmares
| Legenda                       | Legenda               |
| ----------------------------- | --------------------- |
| Grand Slam                    |                       |
| Olympische Spelen             |                       |
| tot 2009                      | vanaf 2009            |
| Tennis Masters Cup            | ATP Finals            |
| ATP Masters Series            | ATP Tour Masters 1000 |
| ATP International Series Gold | ATP Tour 500          |
| ATP International Series      | ATP Tour 250          |

### Enkelspel
| Nr.                  | Datum       | Toernooi | Ondergrond | Tegenstander in finale | Score         |
| -------------------- | ----------- | -------- | ---------- | ---------------------- | ------------- |
| gewonnen challengers |             |          |            |                        |               |
| 1.                   | 10 mei 2015 | Cali     | Gravel     | Giovanni Lapentti      | 4-6, 6-3, 6-2 |

### Dubbelspel
| Nr.                              | Datum            | Toernooi      | Ondergrond | Partner                   | Tegenstander in finale               | Score            | Details |
| -------------------------------- | ---------------- | ------------- | ---------- | ------------------------- | ------------------------------------ | ---------------- | ------- |
| gewonnen finales herendubbelspel |                  |               |            |                           |                                      |                  |         |
| 1.                               | 25 juli 2021     | ATP Umag      | Gravel     | David Vega Hernández      | Tomislav Brkić Nikola Ćaćić          | 6-3, 7-5         | details |
| verloren finales herendubbelspel |                  |               |            |                           |                                      |                  |         |
| gewonnen challengers             |                  |               |            |                           |                                      |                  |         |
| 1.                               | 10 april 2011    | Recife        | Hardcourt  | Giovanni Lapentti         | André Ghem Rodrigo Guidolin          | 6-2, 6-1         |         |
| 2.                               | 8 januari 2011   | São Paulo     | Hardcourt  | Júlio Silva               | Jozef Kovalík José Pereira           | 7-5, 6-2         |         |
| 3.                               | 4 augustus 2013  | São Paulo     | Gravel     | Eduardo Schwank           | Marcelo Arévalo Nicolás Barrientos   | 6-7, 6-4, [10-8] |         |
| 4.                               | 17 november 2013 | Lima          | Gravel     | Andrés Molteni            | Marcelo Demoliner Sergio Galdós      | 6-4, 6-4         |         |
| 5.                               | 2 maart 2014     | Salinas       | Gravel     | Roberto Maytín            | Hugo Dellien Eduardo Schwank         | 6-3, 6-4         |         |
| 6.                               | 4 oktober 2015   | Pereira       | Gravel     | Andrés Molteni            | Marcelo Arévalo Juan Sebastian Gomez | 6-4, 7-6         |         |
| 7.                               | 12 november 2017 | Montevideo    | Gravel     | Romain Arneodo            | Ariel Behar Fabiano de Paula         | 2-6, 6-4, [10-8] |         |
| 8.                               | 24 februari 2018 | Morelos       | Hardcourt  | Roberto Maytín            | Evan King Nathan Pasha               | 7-5, 6-3         |         |
| 9.                               | 10 maart 2019    | Santiago      | Gravel     | Franco Agamenone          | Facundo Argüello Martín Cuevas       | 7-6, 1-6, [10-6] |         |
| 10.                              | 28 april 2019    | Tallahassee   | Gravel     | Roberto Maytín            | Thai-Son Kwiatkowski Noah Rubin      | 6-2, 4-6, [10-7] |         |
| 11.                              | 5 mei 2019       | Savannah      | Gravel     | Roberto Maytín            | Manuel Guinard Arthur Rinderknech    | 6-7, 6-4, [11-9] |         |
| 12.                              | 7 juli 2019      | Ludwigshafen  | Gravel     | Nathaniel Lammons         | Pedro Sousa João Domingues           | 7-6, 6-1         |         |
| 13.                              | 11 augustus 2019 | Manerbio      | Gravel     | Fabricio Neis             | Sadio Doumbia Fabien Reboul          | 6-4, 7-6         |         |
| 14.                              | 25 april 2021    | Salinas       | Hardcourt  | Miguel Ángel Reyes-Varela | Diego Hidalgo Skander Mansouri       | 7-5, 4-6, [10-2] |         |
| 15.                              | 16 juni 2022     | Parma         | Gravel     | Luciano Darderi           | Denys Moltsjanov Igor Zelenay        | 6-2, 6-3         |         |
| 16.                              | 26 juni 2022     | Milaan        | Gravel     | Luciano Darderi           | Diego Hidalgo Cristian Rodríguez     | 6-4, 2-6, [10-5] |         |
| 17.                              | 16 juli 2023     | San Benedetto | Gravel     | Marcelo Zormann           | Diego Hidalgo Cristian Rodríguez     | 6-3, 6-4         |         |
| 18.                              | 19 augustus 2023 | Todi          | Gravel     | Marcelo Zormann           | Román Andrés Burruchaga Orlando Luz  | 6-7, 6-4, [10-5] |         |